# Tajne (televizijska serija)
Tajne je hrvatska telenovela. Serija je sa snimanjem krenula 3. lipnja 2013. godine, a s prikazivanjem 16. rujna 2013. na RTL Televiziji. Snimanje je završeno 2. veljače 2014. godine. Prikazivanje na RTL Televiziji završeno je 15. svibnja, a na ATV-u i Hayat TV-u 20. svibnja 2014. godine.

## Glumačka postava

### Glavna glumačka postava
| glumac                | lik                    |
| --------------------- | ---------------------- |
| Jelena Jovanova       | Marina (Franić) Kovač  |
| Filip Juričić         | Nikola (Šeper) Kovač   |
| Monika Mihajlović     | Barbara Franić         |
| Ksenija Pajić         | Brigita (Franić) Rosso |
| Aleksandar Cvjetković | Ivan Franić †          |
| Stjepan Perić         | Filip Petrić           |
| Jasna Bilušić         | Višnja Petrić          |
| Mladen Čutura         | Miro Petrić            |
| Mladen Kovačić        | Sebastijan             |
| Katarina Baban        | Valentina              |
| Amar Selimović        | Robert Tomić           |
| Mirta Zečević         | Lada Franić †          |

### Sporedna glumačka postava
| glumac/ica             | lik              |
| ---------------------- | ---------------- |
| Vinko Kraljević        | Jerko Kovač      |
| Iskra Jirsak           | Nena             |
| Nada Gačešić-Livaković | Ankica Đurinec † |
| Vanja Čirjak           | Josipa Tomić     |
| Leona Paraminski       | Ana Jakelić      |
| Aleksandar Srećković   | Damjan Rosso †   |
| Fran Vuger             | Marko            |
| Branko Smiljanić       | Načelnik         |

## Međunarodna emitiranja
| država              | TV mreža       | premijera serije    | kraj serije        |
| ------------------- | -------------- | ------------------- | ------------------ |
| Hrvatska            | RTL Televizija | 16. rujna 2013.     | 15. svibnja 2014.  |
| Bosna i Hercegovina | ATV i Hayat TV | 17. rujna 2013.     | 20. svibnja 2014.  |
| Makedonija          | Alfa TV        | 9. lipnja 2014.     | 10. prosinca 2014. |
| Crna Gora           | TV Vijesti     | 15. rujna 2014.     |                    |
| Estonija            | Tallinna TV    | 10. listopada 2017. |                    |

## Vanjske poveznice
- RTL Televizija: Tajne (službena stranica)  Arhivirana inačica izvorne stranice od 2. siječnja 2014. (Wayback Machine)
- Službena Facebook stranica